# Demetrio Cantemir
Demetrio Cantemir o Dimitrie Cantemir (26 de octubre de 1673 - 1723) fue príncipe de Moldavia en dos ocasiones - marzo y abril de 1693 y 1710-1711. Fue también un prolífico hombre de letras - filósofo, historiador, compositor, musicólogo, lingüista, etnógrafo y geógrafo. 
Su nombre se escribe "Dimitrie Cantemir" en rumano, "Dmitri Konstantínovich Kantemir" (Дмитрий Константинович Кантемир) en ruso, "Dimitri Kantemiroğlu" en turco, "Dymitr Kantemir" en polaco y "Demetre Cantemir" en otros idiomas. 

## Vida y familia
Nacido en Silişteni, Principado de Moldavia (ahora llamado "Dimitrie Cantemir" y parte del distrito Vaslui de Rumania), Demetrio Cantemir fue hijo del voivoda moldavo Constantin Cantemir (y hermano de Antioh Cantemir, él también príncipe), de la familia de pequeños boyardos Cantemireşti. Su madre, Ana Bantăş, fue una mujer noble de buena educación. Aun así, Cantemir no estaba contento con su estatuto, así que pretendió descender de Khan Temir, un kan del siglo XVII de los tártaros de Bugeac. 
En un principio fue educado en su casa, donde aprendió griego y latín y los autores clásicos. Entre 1687 y 1710 vivió en un exilio forzado en Estambul, donde aprendió turco y estudió la historia del Imperio otomano en la Academia Griega del Patriarcado, donde también compuso música. 

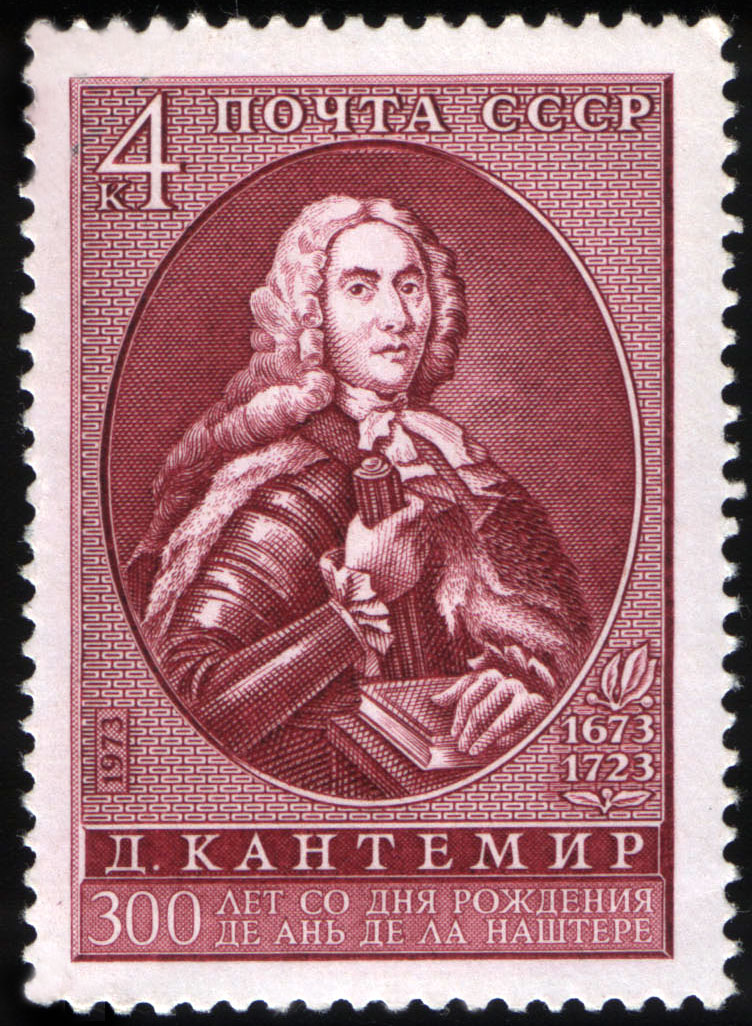
Sello de la Unión Soviética, Demetrio Cantemir, 1973 (Michel 4175, Scott 4132).

En 1693, sucedió a su padre como príncipe de Moldavia - solamente con el nombre, ya que los otomanos nombraron a Constantin Duca, favorecido por el príncipe de Valaquia, Constantin Brâncoveanu, quien, a pesar de algunos objetivos comunes, fue siempre el rival de la familia Cantemir. Cantemir llegó al trono solamente en 1710, después de dos períodos de reinado de su hermano, para quien Demetrio fue representante diplomático en Estambul. Había reinado por solamente un año cuando se unió a Pedro I de Rusia en su campaña contra el Imperio otomano - véase Guerra ruso-turca (1710-1711) - y puso a Moldavia bajo soberanía rusa, después de un acuerdo secreto firmado en Lutsk. 
Derrotado por los turcos en la Batalla de Stănileşti (18-22 de julio de 1711) Cantemir se refugió en Rusia, en donde él y su familia se asentaron (acompañados de un séquito de boyardos, incluido el cronista Ioan Neculce). Ahí, Pedro I lo nombró knyaz del Imperio Ruso, mientras que Carlos VI lo nombró "Reichsfürst" del Sacro Imperio Romano Germánico. Murió en su hacienda Dmítrievsk, cerca de Járkov, en 1723. En 1935, sus restos mortales fueron trasladados a Iaşi.
Estuvo casado dos veces: en 1699, con Kassandra Cantacuzene (1682-1713), miembro de la familia Cantacuzino, hija del príncipe Șerban Cantacuzino; y en 1717 con Anastasia Trubetskaya (1700–1755; de la Casa de Trubetskói). 
Los hijos de Cantemir tuvieron su papel en la historia de Rusia. Su hija mayor Maria (1700-1754) atrajo la atención de Pedro I, quien supuestamente planeó el divorcio de su mujer Catalina para casarse con ella. Después del ascenso de Catalina I trono, ella fue obligada a vivir en un monasterio. Su hijo Antioj Kantemir - 1708-1744 - fue embajador de Rusia en Londres y París, un importante poeta satírico, y amigo de Voltaire. Otro hijo, Constantín (1703-1747), estuvo involucrado en la conspiración de los Golitsin en contra de la emperatriz Ana, y llegó a ser exiliado a Siberia. Finalmente, la hija menor de Demetrio Cantemir, Smaragda (1720-1761), esposa del príncipe Dmitri Mijáilovich Galitzin, fue amiga de la emperatriz Isabel, y una de las más bellas mujeres de su tiempo.

## Obras
En 1714 Cantemir llegó a ser miembro de la Academia Real de Berlín. Entre 1711 y 1719 escribió sus obras más importantes. Cantemir fue uno de los grandes lingüistas de su tiempo, pudiendo hablar y escribir en once idiomas, y teniendo buenos conocimientos de investigación orientalista. Su obra es voluminosa, diversa, y original; aunque algunos de sus escritos científicos contienen teorías no confirmadas e inexactitudes, su pericia, sagacidad, e investigaciones revolucionarias son generalmente reconocidas. 
Su obra más conocida es "Historia del auge y caída del Imperio Otomano". Éste volumen circuló por Europa, en forma de manuscrito, por muchos años. Fue finalmente impreso en 1734 en Londres, y más tarde fue traducido e impreso en Alemania y Francia. Fue la obra más importante acerca del Imperio otomano hasta la mitad del siglo XIX - fue usado, por ejemplo, como referencia por Edward Gibbon, en su "Historia del declive y caída del Imperio Romano". Tiempo después la obra fue rebatida debido a la falta de veracidad de algunas de las fuentes usadas por el autor. 
En 1714, después de una petición de la Academia Real de Berlín, Cantemir escribió la primera descripción geográfica, etnográfica y económica del principado de Moldavia (incluyendo a los territorios que históricamente pertenecieron al principado), "Descriptio Moldaviae". Como muchos de sus libros, circuló al principio en forma de manuscrito, y solamente después fue publicada, en Alemania (primeramente en 1769 en una revista de geografía, y después en 1771 como libro separado). En el mismo período compuso un mapa en manuscrito de Moldavia, el primer mapa, en el sentido propio de la palabra, del país. Gozaba de buenos detalles geográficos, así como de información administrativa. Publicado en 1737 en Holanda, fue usado por todos los cartógrafos de su tiempo como inspiración para sus mapas de Moldavia. 
Otros escritos:
- Una historia de la música oriental, que no pudo ser encontrada.

- La primera historia crítica de Rumania en su integridad, con el nombre de "Hronicul vechimii a romano-moldo-valahilor" ("Crónica de la antigüedad de los romano-moldo-valacos") - 1719-1722.

- La primera novela en idioma rumano, la críptica "Historia Hieroglyphica" (1705), que contiene una clave, y en la cual los personajes principales son representados por bestias mitológicas; es la historia de dos Casas gobernantes de Valaquia, Brâncoveanu y Cantacuzino.

- Un tratado filosófico, escrito en rumano, y también en griego, traducido después al árabe, con el título "Divanul sau Gâlceava Înţeleptului cu lumea sau Giudeţul sufletului cu trupul" (Iaşi, 1698) - "Le divan ou la dispute du sage avec le monde ou le jugement de l'âme avec le corps", en francés, es decir "El diván o la disputa del sabio con el mundo, o el juicio del alma con el cuerpo".

- Un segundo tratado inacabado (Istanbul, 1700), "Sacrosantae scientiae indepingibilis imagio", o "Imaginea ştiinţei sacre, care nu se poate zugrăvi" ("El imagen de la ciencia sagrada, que no se puede representar").

- Una introducción al Islam escrita para los europeos, y una biografía de Jan Baptist van Helmont.

### Musicología
Un experimentado compositor e intérprete de música otomana, Cantemir fue también uno de los más importantes teóricos de esta música. Su libro, "Kitâbu 'Ilmi'l-Mûsikí alâ Vechi'l-Hurûfât" (turco otomano para "El libro de la ciencia de la música a través de letras"), fue presentado al sultán Ahmed II en 1693, y trata no solamente de estructuras melódicas y rítmicas, y de la práctica de la música otomana, sino que también contiene las partituras de más o menos 350 obras, compuestas antes o durante la vida del autor, incluso partituras de obras de Cantemir mismo, usando un sistema de notación alfabética que el inventó. En el caso de algunas de las obras, las partituras de este libro son las únicas que han sobrevivido. Algunas de las obras forman parte del repertorio regular de los grupos musicales turcos. En 1999, el grupo musical "Bezmara" registraron un álbum, "Yitik Sesin Peşinde" ("En búsqueda del sonido perdido"), usando las transcripciones de Cantemir. 
La edición más reciente de la obra antes mencionada, impresa con la transcripción completa y explicaciones, es : "Kantemiroğlu, Kitâbu 'İlmi'l-Mûsiki alâ Vechi'l-Hurûfât, Mûsikiyi Harflerle Tesbit ve İcrâ İlminin Kitabı, Yalçın Tura, Yapı Kredi Yayınları, Istanbul 2001, ISBN 975-08-0167-9". El historiador y musicólogo rumano Eugenia Popescu-Judetz ha escrito numerosas obras acerca de Cantemir, la más reciente siendo la monografía en inglés (también traducida al turco) : "Prince Dimitrie Cantemir, Theorist and Composer of Turkish Music, Eugenia Popescu-Judetz, Pan Yayıncılık, Istanbul 1999, ISBN 975-7652-82-2" - "El príncipe Demetrio Cantemir, teórico y compositor de música turca".